# Skede kyrka
Skede kyrka är en kyrkobyggnad i Skede i Växjö stift. Den är församlingskyrka i Alseda församling.

## Kyrkobyggnaden
Den tidigare kyrkan på platsen var uppförd under medeltiden. Diskussioner hade förts i församlingen  i början av 1800-talet  beträffande ombyggnad av den gamla kyrkan. 1817 hade Överintendentsämbetet översänt ritningar till utvidgning  av denna. Men någon ombyggnad blev det till slut inte. Istället fattades beslut att bygga en helt ny kyrka i tidens stil. Nuvarande  kyrka uppfördes  1834 efter ritningar av länsbyggmästare  Carl Robert Palmér  som var född i Skede församling.  Ritningarna godkändes i efterhand när kyrkan stod färdig av  kung  Karl XIV Johan . Invigningen  förrättades  1837 av biskop Esaias Tegnér. 
Kyrkan som är uppförd i empirestil har en stomme av sten, spritputsad och vitkalkad och består av långhus med halvrunt kor i öster. På norra långsidan i anslutning till koret är en vidbyggd sakristia belägen. Vid långhusets västra sida reser sig kyrktornet med romansk inspirerade trekopplade ljudöppningar i vardera riktning. Tornet är försett med en öppen, fyrkantig lanternin krönt med en korsglob. Taket är klätt med svartmålad plåt medan lanterninen är täckt med vitmålad plåt. Ingångar är belägna vid tornets västra sida samt mitt på södra sida av långhuset. Kyrkans interiör är av salkyrkokaraktär. Över kyrkorummet som präglas av ljus och rymd välver sig ett innertak av tunnvalvstyp. Någon särskilt markering av kordelen i form av korbåge saknas. Eftersom den medeltida kyrkan var tornlös hade de tre klockorna sin plats i en fristående klockstapel. Dessa överflyttades till klockvåningen i den nybyggda kyrkan. Äldst av klockorna är mellanklockan, ursprungligen gjuten under medeltiden. Storklockan och lillklockan blev omgjutna under 1800-talet. 

## Inventarier
- En madonnabild från 1200-talet.
- Ett krucifix skulpterat under 1300-talet.
- Skulptur föreställande  Sankt Erasmus  daterad till 1400-talet.
- Ett altarskåp som anses utfört i början av 1500-talet.
- Altartavlan är utförd 1846 av Sven Gustaf Lindblom och har motivet Nattvarden. Tavlan ingår i en altaruppställning bestående av  pilastrar krönt av urnor. Över taklisten symboler i form av ett hjärta varur utgår solstrålar (kärleken), samt ett kors (tron) och ett ankare (hoppet).
- Nuvarande altarring ersatte en tidigare  vid renoveringen 1917–18.
- Två målningar mellan korfönstren  är  utförda 1894 av Axel Lindholm med motiv: "Kristus möter  Maria Magdalena"  och" Den uppståndne Kristus bryter brödet tillsammans med de båda lärjungarna i Emmaus".
- Rundformad predikstol  i empirestil. Uppgång från sakristian. Ljudtaket med korsglob tillkom 1917–18.
- Dopfunt i kalksten.
- Sluten bänkinredning och svängda korbänkar.
- Orgelläktare med utökat mittparti.

## Orgel
- Den ursprungliga orgeln byggdes av Sven Nordstström 1835 och hade 10 stämmor.
- Den nuvarande orgel är tillverkad 1927 av Åkerman & Lund, Sundbybergs stad. Orgelfasaden tillhör tidigare en orgel från 1835. 1954 omdisponerade och utökades orgeln av Olof Rydén, Stockholm. Orgeln är pneumatisk och har fasta kombinationer och registersvällare.

| Manual I      | Manual II          | Pedal      | Koppel   |
| Principal 8´  | Rörflöjt 8´        | Subbas 16´ | I/P      |
| Gedackt 8´    | Salicional 8´      | Gedackt 8´ | II/P     |
| Oktava 4´     | Principal 4´       | Flöjt 4´   | II/I     |
| Flöjt 4´      | Flöjt oktaviant 4' |            | I 4'/I   |
| Oktava 2'     | Waldflöjt 2'       |            | II 4'/I  |
| Mixtur 3 chor | Kvinta 1 1/3'      |            | II 4'/II |
| Trumpet 8'    | Krumhorn 8'        |            |          |

- 2009 genomfördes renoverings och restaureringsarbeten av Bergenblad & Jonsson Orgelbyggeri AB i Farstorp, Nye.

Disposition:
| Huvudverk I   | Manual II           | Pedal      | Koppel    |
| Principal 8'  | Violinprincipal 8'  | Subbas 16' | I/P       |
| Gedakt 8'     | Rörflöjt 4'         | Gedakt 8'  | II/P      |
| Octava 4'     | Salicional 8'       | Flöjt 4'   | II/I      |
| Flöjt 4'      | Voix Céleste 8'     |            | I 4'/I    |
| Octava 2'     | Flute Octaviante 4' |            | II 16'/I  |
| Mixtur 3 chor | Waldflöjt 2'        |            | II 16'/II |
| Trumpet 8'    | Krumhorn 8'         |            |           |
|               | Tremulant           |            |           |

- Se Skede kyrka och orgel